# 我愛你愛你愛你
《我愛你愛你愛你》是一部黑色愛情喜劇電影，也是新加坡導演黃理菱的第二部長片，由台灣演員莫子儀和新加坡爵士樂歌手董姿彦主演。2010年底在印尼雅加達國際電影節首映，2011年在新加坡和馬來西亞上映。女主角董姿彦也荣获第14屆上海国际电影节Star Hunter亚洲新晋演员奖。

## 劇情簡介
|  | 只要相信有愛 美夢就能成真 |

27歲的Joey Tan（董姿彦飾），一位來自政府婚姻促進局的影像顧問，自從她在八歲那年當過花童後，便夢想能找到一個專屬於自己的特別男子。她已經秘密而無法自拔地愛上了Gin Lee（莫子儀飾）——一個來自台灣的中學音樂老師兼吉他手，他們在Joey最近製作的婚姻宣傳短片中扮演新郎和新娘。就在Joey認定Gin對她的感情已有所回應，她才赫然發現Gin已有了未婚妻Cecilia（黃麗雯飾）……

## 演員

### 主要演員
- 莫子儀 飾 Gin Lee
- 董姿彦 飾 Joey Tan
- 黃麗雯 飾 Cecilia

### 其他演員
- 尤雅敏 飾 Joey的母親
- Chen Hui-mei 飾 Gin的母親
- David Loo 飾 Gin的父親
- Joyce Liang 飾 Soo Wen
- Michael Lee 飾 Cecilia的父親
- Kenny Gee 飾 TK
- KK Seet 飾 Doctor Seet
- 林倩萍 飾 Petrina
- 張結星 飾 Mei
- Vincent Tee 飾 W.E.D.委員
- Laurence Pang 飾 W.E.D.委員
- Yap Teng Wui 飾 Lionel
- Wayne Thong 飾 Mei丈夫
- Wong Wei Ming 飾 牧師
- 劉依敏 飾 病人（客串）

## 主題曲
- 我愛你愛你愛你 Forever／主唱：董姿彦[2]

## 影展
- 2008年：第1屆亞洲奇幻電影網路 (Network of Asian Fantastic Films, NAFF)
- 2010年12月1日：第12屆印尼雅加達國際電影節 (Jakarta International Film Festival)[3]
- 2011年6月：第14屆上海國際電影節 (Shanghai International Film Festival, SIFF)
- 2011年：第15屆富川國際奇幻電影節 (Puchon International Fantastic Film Festival, Pifan)

## 外部連結
- 我愛你愛你愛你的Facebook專頁
- 豆瓣电影上《我愛你愛你愛你》的資料 （简体中文）
- 时光网上《我愛你愛你愛你》的資料（简体中文）
- 互联网电影数据库（IMDb）上《我愛你愛你愛你》的资料（英文）